# Santa Cruz (Marcavelica)
Santa Cruz es una localidad peruana ubicada en el distrito de Marcavelica, perteneciente a la provincia de Sullana del departamento de Piura, al norte del Perú. En el 2017 tenía una población de 6 habitantes.